# سس ژاپنی
سس ژاپنی (نام علمی: Cuscuta japonica) نام یک گونه از سرده سس است.